# بحيرة أنكرفينت
```
بحيرة أنكرفينت 
 هي بحيرة تقع بين بلومنهولم و 
ساندفيكا
 في بلدية 
باروم
 في مقاطعة 
آكرشوس
، 
النرويج
.
[
1
]
```